# Partido Patria Libre (Paraguay)
El Partido Patria Libre (PPL) es un partido político paraguayo de extrema izquierda, fundado en el año 1990, el cual se define ideológicamente como marxista y antiimperialista.-.
Su marco teórico está vinculado al Cristianismo Libertador Latinoamericano, no obstante también reivindican las ideas “revolucionarias” del José Gaspar Rodríguez de Francia. La lucha por la emancipación nacional y el marxismo, resumen los ejes estratégicos de su programa político, sustentada en una política de construcción de una democracia participativa fundada sobre un poder popular.
Es conocido porque varios miembros y principales ex-dirigentes de Patria Libre forman parte y/o han sentado las bases para la creación del Ejército del Pueblo Paraguayo (EPP), grupo guerrillero insurgente vigente en el Paraguay desde el 2008. Una facción de Patria Libre actuaba como "brazo armado clandestino", enfocado en acciones criminales (asaltos y secuestros) para recaudar dinero, hacia finales de la década de 1990 y principios de la década del 2000.

## Historia

### Inicios
Anteriormente “Patria Libre” era un sector interno dentro del Movimiento Democrático Popular (MDP) -una dirigencia estudiantil contraria a la dictadura de Alfredo Stroessner, durante la década de 1980.
Con la caída de Stroessner, se produce un proceso de decantamiento en el MDP. Pero uno de los sectores, bajo el liderazgo de Juan Arrom y Víctor Antonio Costa Lobos, se convierte en la "Corriente Patria Libre" (CPL) -fundado el 3 de febrero de 1990-, hecho que dio por resultado un nuevo movimiento integrado por activistas y dirigentes políticos identificados con ideas socialistas revolucionarias, con el objetivo de construir "una alternativa política patriótica, revolucionaria y socialista para el pueblo paraguayo". En 1991 se presentó a las elecciones municipales de Asunción y obtuvo un 0,1% de los votos.

Bandera del Movimiento Patria Libre, utilizado entre 1992 y 2002.

En febrero de 1992, después que al proyecto se integraran otras tendencias y jóvenes activistas de izquierda , la Corriente Patria Libre se transformó en el Movimiento Patria libre (MPL). En los años sucesivos trabajó principalmente con organizaciones campesinas y en apoyo al movimiento de los Sin Techo, con su actividad de ocupación de predios abandonados para levantar viviendas.
Para las elecciones de mayo de 1993 formó parte de una coalición izquierdista-nacionalista denominado: Movimiento Amplio de Participación Nacional que estaba compuesto por el “Movimiento Independiente por la Participación Popular”, “Movimiento Democrático Antiimperialista”, “Grupos de Apoyo Sociales” y “Cristianos de la Teología de la Liberación”.-

### Formación como Partido
Fue constituido como Partido, el 1 de noviembre de 2002, ante el Tribunal Electoral de Asunción, Segunda Sala. Para las elecciones generales del 27 de abril de 2003 el tambaleante partido logra la creación de una nueva coalición política denominada Izquierda Unida que buscó igualar y repetir los logros de la alianza electoral española que lleva el mismo nombre.
Los grupos que la integraron son: Partido de los Trabajadores (PT), "Corriente Gremial Campesina" (CGC), "Movimiento por la Igualdad y la Libertad" del Departamento de Cordillera, "Movimiento indígena 19 de Abril" (M19) del Departamento Presidente Hayes, Núcleo Revolucionario Socialista (organización primigenia que diera formación al Partido del Movimiento al Socialismo (P-MAS) )."Movimiento de Recuperación Democrática" del Partido Comunista Paraguayo (PCP), "Corriente Sindical y Social" (CSS) y "Corriente Vecinal Popular" (CVP). La Izquierda Unida participa de estas elecciones utilizando jurídicamente el nombre del Partido Patria Libre, y portando la lista N° 6.
La misma presentó candidatos a Presidente y Vicepresidente de la República, a Senadores, a Diputados, a cargos de Gobernador Departamental y a miembros de Junta Departamental. La fórmula y candidatos presidenciales Tomás Zayas Roa (del PT) y Asunción Montiel, recibieron alrededor de 0,3% de los votos. Con sus candidatos legislativos obtuvieron el 1% de la votación en la Cámara de Diputados y el 1% de los votos en la Cámara de Senadores. Por lo que ninguno de los resultados les posibilitó acceder a algún cargo público.

### División del Partido y actualidad
En julio de 2003, días antes del juicio oral y público que enfrentarían los principales dirigentes de Patria Libre (Juan Arrom, Anuncio Martí y Victor Colmán) acusados por el secuestro de María Edith Bordón de Debernardi (secuestrada a fines del 2001), huyeron del país y posteriormente fueron aceptados en el Brasil con el estatus de refugiados políticos, hasta el día de hoy. Tiempo después demandaron al Estado Paraguayo ante la Corte Interamericana de Derechos Humanos por delitos de lesa humanidad (privación ilegítima de libertad y torturas cometidos por agentes estatales en enero de 2002).
Ya con Arrom y Martí aceptados como refugiados políticos en el Brasil a finales del año 2003, hubo un cambio de mando en el brazo armado del Partido Patria Libre, con Osmar Martínez al frente, quien este último priorizaba la lucha armada sobre el camino institucional que defendía Arrom. Produciéndose así en el transcurso del 2004, un conflicto interno en el Partido Patria Libre, donde terminan dividiéndose en dos: un grupo al mando de Arrom, y el otro grupo al mando de Martínez -este último grupo daría origen al Ejército del Pueblo Paraguayo (oficialmente fundado en 2008)-.
El partido no participó en las elecciones generales de 2008, pero sí para las elecciones de 2013, para senadores, diputados, parlasurianos, gobernadores y miembros de la junta departamental, en las que recibió alrededor del 0,1% de los votos, y nuevamente no obtuvo ningún escaño. Para el año 2013, el Partido tenía 11.104 electores, y 7 mesas de votación en 7 locales.
Hoy día varios de sus miembros y fundadores del Partido Patria Libre, se encuentran prófugos, encarcelados, y otros son miembros del Ejército del Pueblo Paraguayo (EPP) -fundado en 2008-, grupo insurgente con zona de influencia en el norte de la Región Oriental del Paraguay. Carmen Villalba, exmiembro del PPL y actual miembro del EPP, en enero de 2012 había admitido en una entrevista concebida por Mina Feliciángeli (periodista de Radio 1000) lo siguiente: "El EPP es un desprendimiento de Patria Libre. Nos iniciamos allí y formamos el brazo armado. Siempre fuimos de Patria Libre, por más que fuimos negados públicamente por los dirigentes del partido".

## Controversias

### Crímenes implicados
Miembros de Patria Libre están implicados -según el Ministerio Público- en el intento de asalto al Banco Nacional de Fomento de Choré (diciembre de 1997), en el secuestro de María Edith Bordón de Debernardi (noviembre de 2001), así como el secuestro y asesinato de Cecilia Cubas Gusinky (septiembre de 2004).
En todo esto Patria Libre ha negado reiteradamente su participación en los crímenes acusados, sosteniendo que las autoridades están tratando de inculcar la idea de que "socialistas y populares son las organizaciones políticas criminales”, sin embargo las otras fuerzas política de izquierda no han sido afectadas, ya que el PPL es la única en donde siempre se ha existido sospechas de actividades nocivas o ilícitas. Estos hechos produjeron un fuerte sentimiento de cohesión entre los miembros del fragmentado movimiento, lo que curiosamente llevó a finales del año 2002 a obtener su registro electoral constituyendo oficial e institucionalmente el Partido Patria Libre(PPL).
En julio de 2003, la policía descubrió un escondite de armas pertenecientes al partido en un asentamiento rural conocido como "Sanguina Kue" en el que se hallaron armas de fuego de grueso calibre, como lanza-granadas, fusiles FAL, granadas, proyectiles, computadoras, teléfonos celulares, y hasta documentos sobre procedimientos y posibles blancos de secuestros.
Posteriormente en 2005 Osmar Martínez, entonces líder de una facción de Patria Libre fue acusado por el entonces fiscal general Óscar Latorre por el secuestro y asesinato de Cecilia Cubas (secuestrada en septiembre de 2004), hija del expresidente paraguayo Raúl Cubas (1998-1999). Latorre anunció los indicios de las existencias de mensajes de correo electrónico vinculando a Martínez con dirigentes de las FARC, grupo insurgente colombiano de alto poder en la época. Con relación a este crimen fueron varios los procesados y sentenciados a prisión, entre los que se destaca Atanacio Mieres, otro dirigente político de Patria Libre. Ya en marzo de 2008 se daría origen al Ejército del Pueblo Paraguayo, con varios exmiembros que pertenecían a Patria Libre.

### Caso Arrom y Martí: Refugio político y posterior demanda al Estado
A principios del año 2002, sus principales líderes Juan Arrom, Victor Colmán y Anuncio Martí, fueron denunciados por la justicia paraguaya por la desaparición y secuestro de María Bordón de Debernardi, quien fuera secuestada en noviembre de 2001 y liberada 64 días después de secuestrada -el 19 de enero de 2002- a cambio de una elevada suma de dinero. Se pagó por el rescate un millón de dólares -según versión oficial-, divididos en dos pagos de 400 mil (15 de enero) y 600 mil (18 de enero).
Pocos días luego de su liberación, los familiares de Arrom y Martí denunciaron que éstos se encontraban desaparecidos, y fueron encontrados el 30 de enero de 2002 (casi dos semanas después) en una casa en Villa Elisa, con rastros de torturas, que ellos mismos denunciaron ser secuestrados y torturados por un grupo de la policía, para exigirles "el dinero del rescate" e inculparles como los autores del crimen. Tal incidente se convirtió en un escándalo nacional que debido a la inoperancia del orden público obligó a la dimisión del Ministro del Interior, al Ministro de Justicia y el jefe de la policía. Según la versión de Arrom y Martí, fueron secuestrados el 17 de enero de 2002 frente a la entonces sede del Centro de Investigación Judicial (CIJ). Los autores de las supuestas torturas fueron Javier Cazal -director del CIJ-, Antonio Gamarra -subcomisario- y José Schémbori -suboficial-, entre otros policías más.
Ya desde mediados de 2002, familiares de Arrom y Martí demandaron al Estado Paraguayo ante la Comisión Interamericana de Derechos Humanos (CIDH) por delitos de lesa humanidad. En ese entonces, la Fiscalía paraguaya investigaba dos procesos, en el que tanto Arrom como Martí eran los imputados en una causa (por el secuestro de María Edith Bordón), así como víctimas en otra causa (privación ilegal de libertad y torturas cometidos supuestamente por agentes del Estado contra ellos dos). Finalmente un año después, en la primera causa los imputados son acusados por la fiscalía y la causa es elevada a juicio oral y pública. Mientras que la segunda causa se extingue debido a que todos los imputados fueron sobreseídos.
Poco tiempo después, en agosto del 2003, los principales dirigentes de Patria Libre (Juan Arrom, Anuncio Martí y Victor Colmám) escaparon del país (antes de su juicio oral y público), quedando como prófugos de la justicia, para poco tiempo después obtener el estatus de refugiados políticos en Brasil a finales del 2003 hasta hoy día, lo que imposibilitó a la extradición para someterse a la justicia paraguaya. A finales del 2008 es admitida la demanda como Causa n.º 12685. Luego de varios pedidos de extradición al Brasil, e inclusive intentos de diálogos para llegar a soluciones amistosas, no se ha podido revocar el estatus de refugio político de éstos concedida por la ACNUR.
En 2017 se admite la causa en la Corte Interamericana de Derechos Humanos (Corte IDH), y se fija la audiencia pública para el 7 de febrero de 2019. Estuvieron presentes representantes del Estado paraguayo, así como familiares de los denunciantes (Arrom habló por teleconferencia vía Skype). Estos exigían un monto millonario en dólares (unos 63 000 000 USD) así como que una calle de Asunción lleve sus nombres, y que la casa donde habían sido torturados y privados de libertad se convirtiera en un museo de la tortura, entre otros. 
El 4 de junio de 2019 sale a la luz la sentencia de fecha 13 de mayo del mismo año, en que la Corte IDH resuelve rechazar dicha demanda ya que los indicios presentados por los denunciantes eran insuficientes. Ese mismo mes, Brasil revoca el refugio otorgado a los tres luego de 16 años. Luego de esto, los tres pasan a la clandestinidad hasta que se conoció que se fugaron a Uruguay, siendo demorados en este país, para posteriormente fugarse a Finlandia en el mes de octubre, país donde actualmente conciben el refugio político.